# Bohuslav Felix Hasištejnský z Lobkovic
Bohuslav Felix Hasištejnský z Lobkovic (německy Bohuslav Felix von Lobkowitz und Hassenstein, 13. ledna 1517 – 27. srpna 1583 Líčkov) byl český šlechtic z hasištejnské větve rodu Lobkoviců.

## Život

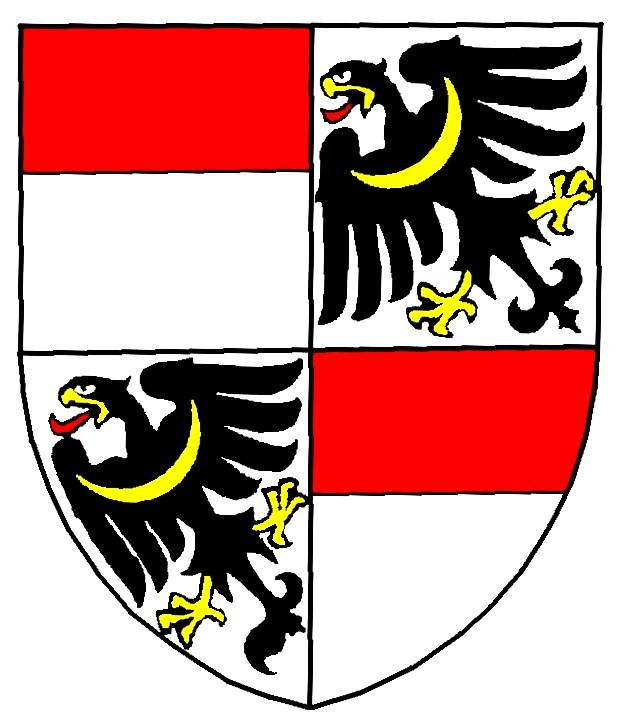
Lobkovický erb

Narodil se roku 1517. Po otci Václavu Hasištejnském z Lobkovic zdědil část hasištejnského panství a také alodiální panství Líčkov, které rozšířil nákupem statků zabavených po vzpouře proti Ferdinandovi I. Roku 1548 zdědil Stekník, Drahomyšl a Třeskonice a o dva roky později přikoupil Libočany. Ještě později panství rozšířil o Deštnici a další tři vesnice. Od Šliků koupil roku 1555 hrad Mašťov. Od Fictumů získal v roce 1557 panství hradu Egerberk a dosáhl jeho přeměny na svobodný a dědičný statek. Pokusil se odkoupit hrad v Kadani, který měl od roku 1558 na dobu svého života v zástavě od královské komory, ale císař Rudolf II. prodej nepovolil. V roce 1560 koupil tvrz a statek Poláky, které dal do užívání manželce Anně z Fictumu. Roku 1571 koupil chomutovské panství, které se jeho předkům nepodařilo udržet. V roce 1579 k němu připojil také Červený Hrádek a postupně dokoupil bývalé části tamního panství. O tři roky později koupil ještě Horu Svaté Kateřiny. U Klášterce nad Ohří nechal pravděpodobně v letech 1579–1583 vybudovat renesanční zámek Felixburg.
Vyznáním byl luterán. Oženil se dvakrát. S první manželkou Markétou z Plavna, která zemřela roku 1555, měl syny Jana Waldermara a mladšího Bohuslava Jáchyma. Jeho druhou manželkou se stala Anna z Fictumu († 1587). Po smrti Bohuslava Felixe zdědila egerberské panství se zámkem Felixburg, Poláky a Přísečnici s hutními provozy. Synové si rozdělili ostatní majetek. Starší Jan Waldemar dostal kromě dalších Mašťov, Líčkov, Kadaň a Výsluní a mladší Bohuslav Jáchym Chomutov, Červený Hrádek, Údlice, Horu Svaté Kateřiny a chomutovský kamencový důl.
Pohřben byl v rodové hrobce v chomutovském kostele svaté Kateřiny. V září roku 1789 byly kovové rakve z hrobky převezeny do kostela v Novém Sedle nad Bílinou. Když byl v roce 1965 novosedelský hřbitov zrušen, byly ostatky zde pohřbených Lobkoviců pravděpodobně umístěny bez bližšího označení do hromadného hrobu na chomutovském hřbitově.

## Politická činnost
Pan Bohuslav Felix byl diplomatem, vojákem a politikem ve službách habsburských králů Ferdinanda I., Maxmiliána II. a Rudolfa II. Nejprve zastával úřad hejtmana v Jáchymově a od roku 1555 vykonával funkci zemského fojta v Dolní Lužici, kde mu patřila panství Spremberg a Lübben. V roce 1570 byl jmenován nejvyšším zemským sudím a roku 1576 přijal úřad nejvyššího komorníka Českého království.